# Renzo Chiocchetti
Renzo Chiocchetti, detto Nacio (Moena, 17 novembre 1945 – Moena, 13 febbraio 2020) è stato un fondista italiano.
Campione assoluto italiano per 9 volte tra gli anni 1969 e 1980, fece parte della nazionale di sci di fondo dal 1965 al 1976.

## Biografia
Iniziò l'attività agosistica nel 1959 nella US Monti Pallidi, vincendo per due volte il trofeo Laurino valido per la selezione al campionato nazionale CSI nel 1960 e 1962. Nel 1964 vinse il titolo di campione italiano di fondo CSI
Nel 1965 venne ingaggiato dal Gruppi Sportivi Fiamme Gialle, con cui conquistò lo stesso anno il titolo juniores FISI nella gara dei 10 km. Nel 1967 vinse il titolo assoluto di staffetta insieme a Franco Nones e Giulio De Florian. Nel 1969 e 1975 conquistò il titolo assoluto nella 15 km. Nel 1975 e 1979 vinse nella 30 km. Nel 1967, 1972, 1976, 1979 e 1980 vince la staffetta.
Dopo essere stato selezionato come riserva nella staffetta delle olimpiadi invernali di Grenoble 1968, partecipò alle olimpiadi invernali di Sapporo nel 1972 e di Innsbruck nel 1976.
Dal 1983 al 1990 ricoprì la carica di presidente della US Monti Pallidi, mentre nel 1984 disputò le ultime gare agonistiche.
Morì nel 2020. Dal 1989 gestiva un'attività alberghiera a Sorte, frazione di Moena.

## Palmarès

### Campionato italiano di sci di fondo maschile
- 9 medaglie
  - 2 della 15 km (1969 e 1975)
  - 2 della 30 km (1975 e 1979)
  - 5 nella staffetta (1967, 1972, 1976, 1979, 1980)